# Tropidoprion coquerelii
Tropidoprion coquerelii là một loài bọ cánh cứng trong họ Cerambycidae.